# Rutidosis heterogama
Rutidosis heterogama là một loài thực vật có hoa trong họ Cúc. Loài này được Philipson miêu tả khoa học đầu tiên năm 1937.